# Polen op het Eurovisiesongfestival 2021
Polen nam deel aan het Eurovisiesongfestival 2021 in Rotterdam, Nederland. Het was de 23ste deelname van het land aan het Eurovisiesongfestival. TVP was verantwoordelijk voor de Poolse bijdrage voor de editie van 2021.

## Selectieprocedure
De Poolse openbare omroep bevestigde in oktober 2020 te zullen deelnemen aan de eerstkomende editie van het Eurovisiesongfestival. In tegenstelling tot vele andere deelnemende landen besloot Polen niet om diens kandidaat voor het geannuleerde Eurovisiesongfestival 2020, in dit geval zijnde Alicja Szemplińska, intern te selecteren voor deelname aan de editie van 2021. TVP besloot om Rafał en diens nummer The ride voor te dragen voor deelname aan het Eurovisiesongfestival 2021. De keuze werd op 12 maart 2021 bekendgemaakt.

## In Rotterdam
Polen trad aan in de tweede halve finale, op donderdag 20 mei 2021. Rafał was als zesde van zeventien acts aan de beurt, net na Vincent Bueno uit Oostenrijk en gevolgd door Natalia Gordienko uit Moldavië. Polen eindigde uiteindelijk op de veertiende plaats met 35 punten, en wist zich zo niet te plaatsen voor de finale.
1994 · 1995 · 1996 · 1997 · 1998 · 1999 · 2000 · 2001 · 2002 · 2003 · 2004 · 2005 · 2006 · 2007 · 2008 · 2009 · 2010 · 2011 · 2012-2013 · 2014 · 2015 · 2016 · 2017 · 2018 · 2019 · 2020 · 2021 · 2022 · 2023 · 2024 · 2025
Albanië · Australië · Azerbeidzjan · België · Bulgarije · Cyprus · Denemarken · Duitsland · Estland · Finland · Frankrijk · Georgië · Griekenland · Ierland · IJsland · Israël · Italië · Kroatië · Letland · Litouwen · Malta · Moldavië · Nederland · Noord-Macedonië · Noorwegen · Oekraïne · Oostenrijk · Polen · Portugal · Roemenië · Rusland · San Marino · Servië · Slovenië · Spanje · Tsjechië · Verenigd Koninkrijk · Zweden · Zwitserland